# Cserkeszőlő
Cserkeszőlő è un comune dell'Ungheria di 2.260 abitanti (dati 2013). È situato nella contea di Jász-Nagykun-Szolnok.